# Sopkalia yamadae
Sopkalia yamadae är en bäcksländeart som först beskrevs av Okamoto 1917.  Sopkalia yamadae ingår i släktet Sopkalia och familjen rovbäcksländor. Inga underarter finns listade i Catalogue of Life.